# Pallavolo ai XVI Giochi centramericani e caraibici - Torneo maschile
Il torneo maschile di pallavolo ai XV Giochi centramericani e caraibici  si svolse dal 23 novembre al 2 dicembre 1990 a Città del Messico, in Messico, durante i XVI Giochi centramericani e caraibici. Al torneo parteciparono 10 squadre nazionali nordamericane e sudamericane e la vittoria finale andò per l'ottava volta a Cuba.

## Squadre partecipanti
| - Antille Olandesi - Barbados - Cuba - Giamaica - Haiti | - Honduras - Messico - Porto Rico - Rep. Dominicana - Venezuela |

## Gironi
| Gruppo A                                       | Gruppo B                                             |
| ---------------------------------------------- | ---------------------------------------------------- |
| Barbados Honduras Messico Porto Rico Venezuela | Antille Olandesi Cuba Giamaica Haiti Rep. Dominicana |

## Fase finale

### Finali 1º e 3º posto
|  | Quarti           | Quarti     |         |            | Semifinali         | Semifinali         |  |  | Finale 1º/2º posto | Finale 1º/2º posto |
|  |                  |            |         |            |                    |                    |  |  |                    |                    |
|  |                  |            |         |            |                    |                    |  |  |                    |                    |
|  |                  |            |         |            |                    |                    |  |  |                    |                    |
|  | Porto Rico       | 3          |         |            |                    |                    |  |  |                    |                    |
|  | Porto Rico       | 3          |         |            |                    |                    |  |  |                    |                    |
|  | Antille Olandesi | 2          |         |            |                    |                    |  |  |                    |                    |
|  | Antille Olandesi | 2          | Cuba    | 3          |                    |                    |  |  |                    |                    |
|  |                  |            | Cuba    | 3          |                    |                    |  |  |                    |                    |
|  |                  | Porto Rico | 0       |            |                    |                    |  |  |                    |                    |
|  | -                | Porto Rico | 0       | -          |                    |                    |  |  |                    |                    |
|  | -                |            |         | -          |                    |                    |  |  |                    |                    |
|  | -                | -          |         |            |                    |                    |  |  |                    |                    |
|  | -                | -          | Cuba    | 3          |                    |                    |  |  |                    |                    |
|  |                  |            | Cuba    | 3          |                    |                    |  |  |                    |                    |
|  |                  | Messico    | 2       |            |                    |                    |  |  |                    |                    |
|  | Messico          | Messico    | 2       | 3          |                    |                    |  |  |                    |                    |
|  | Messico          |            |         | 3          |                    |                    |  |  |                    |                    |
|  | Rep. Dominicana  | 0          |         |            |                    |                    |  |  |                    |                    |
|  | Rep. Dominicana  | 0          | Messico | 3          | Finale 3º/4º posto | Finale 3º/4º posto |  |  |                    |                    |
|  |                  |            | Messico | 3          | Finale 3º/4º posto | Finale 3º/4º posto |  |  |                    |                    |
|  |                  | Venezuela  | 0       |            |                    |                    |  |  |                    |                    |
|  | -                | Venezuela  | 0       | -          | Venezuela          | 3                  |  |  |                    |                    |
|  | -                |            |         | -          | Venezuela          | 3                  |  |  |                    |                    |
|  | -                | -          |         | Porto Rico | 0                  |                    |  |  |                    |                    |
|  | -                | -          |         |            | 0                  |                    |  |  |                    |                    |
|  |                  |            |         |            |                    |                    |  |  |                    |                    |
|  |                  |            |         |            |                    |                    |  |  |                    |                    |

## Classifica finale
| Classifica | Squadre          |
| ---------- | ---------------- |
|            | Cuba             |
|            | Messico          |
|            | Venezuela        |
| 4          | Porto Rico       |
| 5          | Rep. Dominicana  |
| 6          | Antille Olandesi |
| 7          | Honduras         |
| 8          | Haiti            |
| 9          | Barbados         |
| 10         | Giamaica         |